# مايسونسيل
مايسونسيل (بالفرنسية: Maisoncelle)‏ هي بلدية تقع في إقليم باد كاليه من منطقة نور با دو كاليه في شمال فرنسا. تبلغ مساحة هذه المدينة 4.3 (كم²)، وترتفع عن سطح البحر 120 م، يبلغ عدد سكانها 118 نسمة حسب إحصاء المعهد الوطني للإحصاء والدراسات الاقتصادية سنة 2009 م. وترأس Florent Denoyelle البلدية خلال فترة (2001-2008).